# Liste der Monuments historiques in Marange-Silvange
Die Liste der Monuments historiques in Marange-Silvange führt die Monuments historiques in der französischen Gemeinde Marange-Silvange auf.

## Liste der Bauwerke
| Bezeichnung | Beschreibung    | Standort                                        | Kennzeichnung | Schutzstatus | Datum | Bild |
| ----------- | --------------- | ----------------------------------------------- | ------------- | ------------ | ----- | ---- |
| Beinhaus    | bezeichnet 1514 | Marange, 2 place des Anciens Combattants (Lage) | PA00106803    | Classé       | 1990  |      |

## Liste der Objekte
| Bezeichnung                   | Beschreibung           | Standort                          | Kennzeichnung | Schutzstatus | Datum | Bild |
| ----------------------------- | ---------------------- | --------------------------------- | ------------- | ------------ | ----- | ---- |
| Skulptur Christus in der Rast | Stein, 16. Jahrhundert | Marange, place de Narpagne (Lage) | PM57000800    | Inscrit      | 1975  |      |